# Solomon Eigher
Solomon Eigher a fost un politician moldovean, ales în Sfatul Țării. 

## Sfatul Țării
Solomon Eigher, de naționalitate evreu, a fost ales în Sfatul Țării de către Partidul Socialiștilor Muncitori Evrei.